# Victor Vicas
Victor Vicas, född Viktor Katz 25 mars 1918 i Moskva, Sovjetunionen, död 9 december 1985 i Paris, var en fransk filmregissör och manusförfattare.

## Regi i urval
- 1953 – Ingen väg tillbaka
- 1954 – Öster om Paris
- 1956 – I mordets skugga
- 1957 – Buss på villovägar
- 1957 – Räkna till 5 och dö
- 1967 – Les Descendants (TV-serie) (även manus)
- 1974–1983 – Les brigades du Tigre (TV-serie)